# Susanne Steiner-Rost
Susanne Steiner-Rost (* 1908; † 1991) war eine Schweizer Juristin und Frauenrechtlerin.

## Leben
Susanne Rost wuchs in Zürich auf, wo sie auch in Rechtswissenschaften promovierte. Danach eröffnete sie eine Anwaltspraxis.
Sie gehörte zum Samstagskreis Leonhard Ragaz’ sowie zur pazifistischen Internationalen Frauenliga für Frieden und Freiheit von Clara Ragaz-Nadig.
Von 1939 bis 1945 leitete Rost die Pflegerinnenschule in Zürich.
1945 heiratete sie den Berufskollegen Paul Steiner und zog nach St. Gallen. 
Steiner-Rost engagierte sich hier in der Sozialdemokratischen Partei. Sie gehörte zur Aufsichtskommission der Kantonsschule und arbeitete auf nationaler Ebene in der Expertenkommissionen für die Invalidenversicherung mit.

## Werke
- Die Einführung der Ehescheidung in Zürich und deren Weiterbildung bis 1798.  Kommerzdruck und Verlags A.G., Zürich 1935 (zugleich Diss. jur. Univ. Zürich, 1935).
- Bildung und Schulung für Mädchen. In: Archiv für das schweizerische Unterrichtswesen. 44 (1958/1959), S. 23–55 (Digitalisat in E-Periodica).